# Bombycomorpha bifascia
Bombycomorpha bifascia är en fjärilsart som beskrevs av Walker 1855. Bombycomorpha bifascia ingår i släktet Bombycomorpha och familjen ädelspinnare. Inga underarter finns listade i Catalogue of Life.

## Bildgalleri

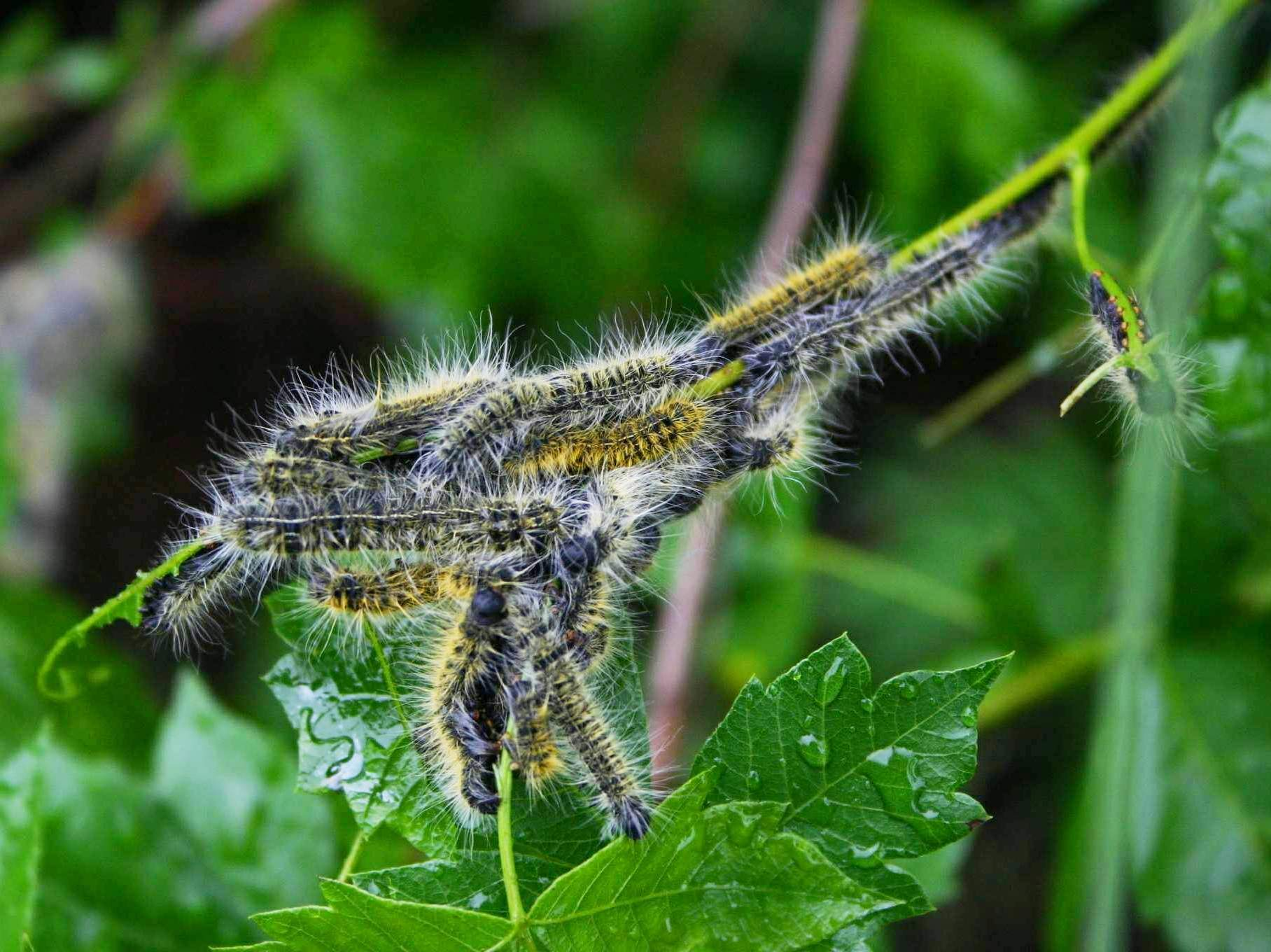
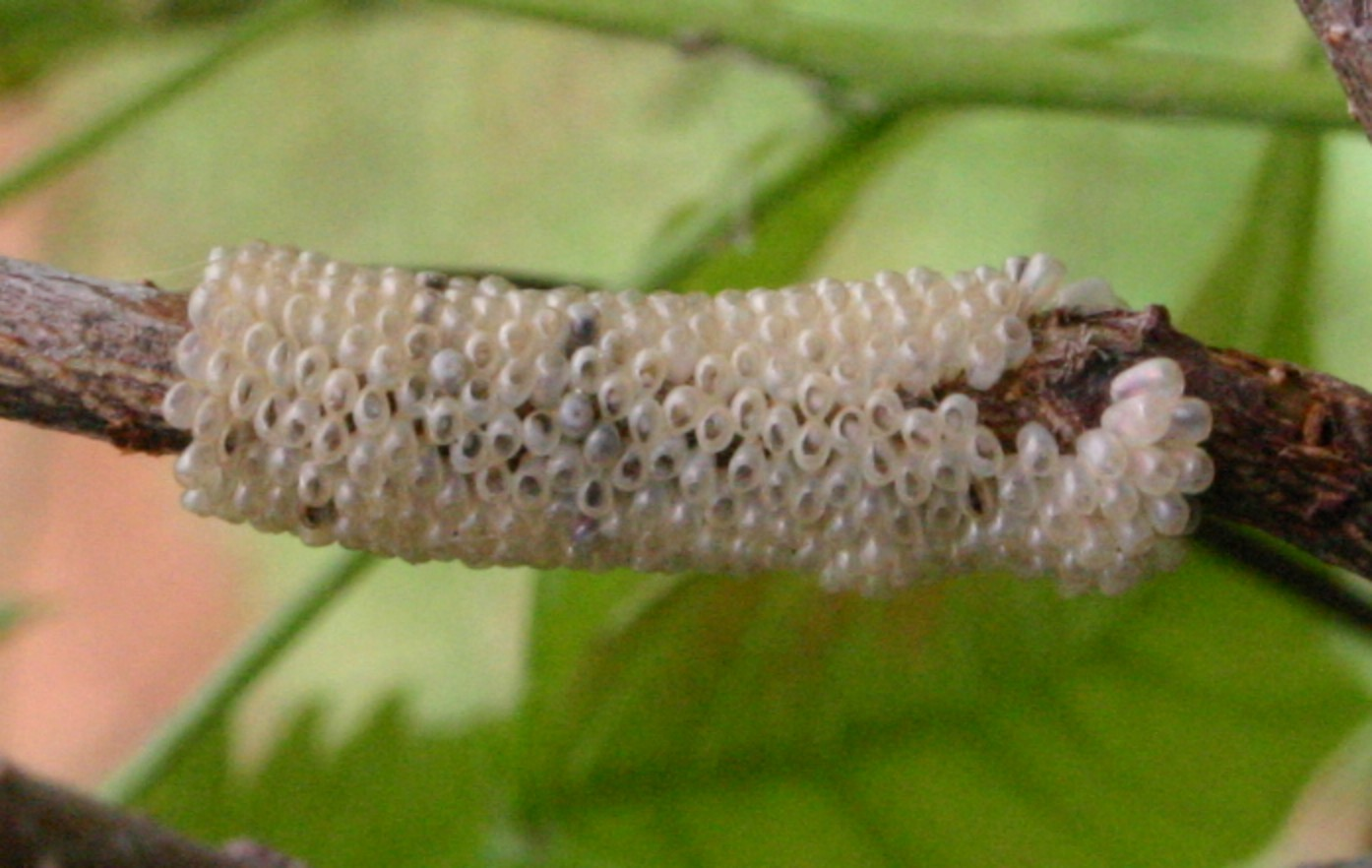
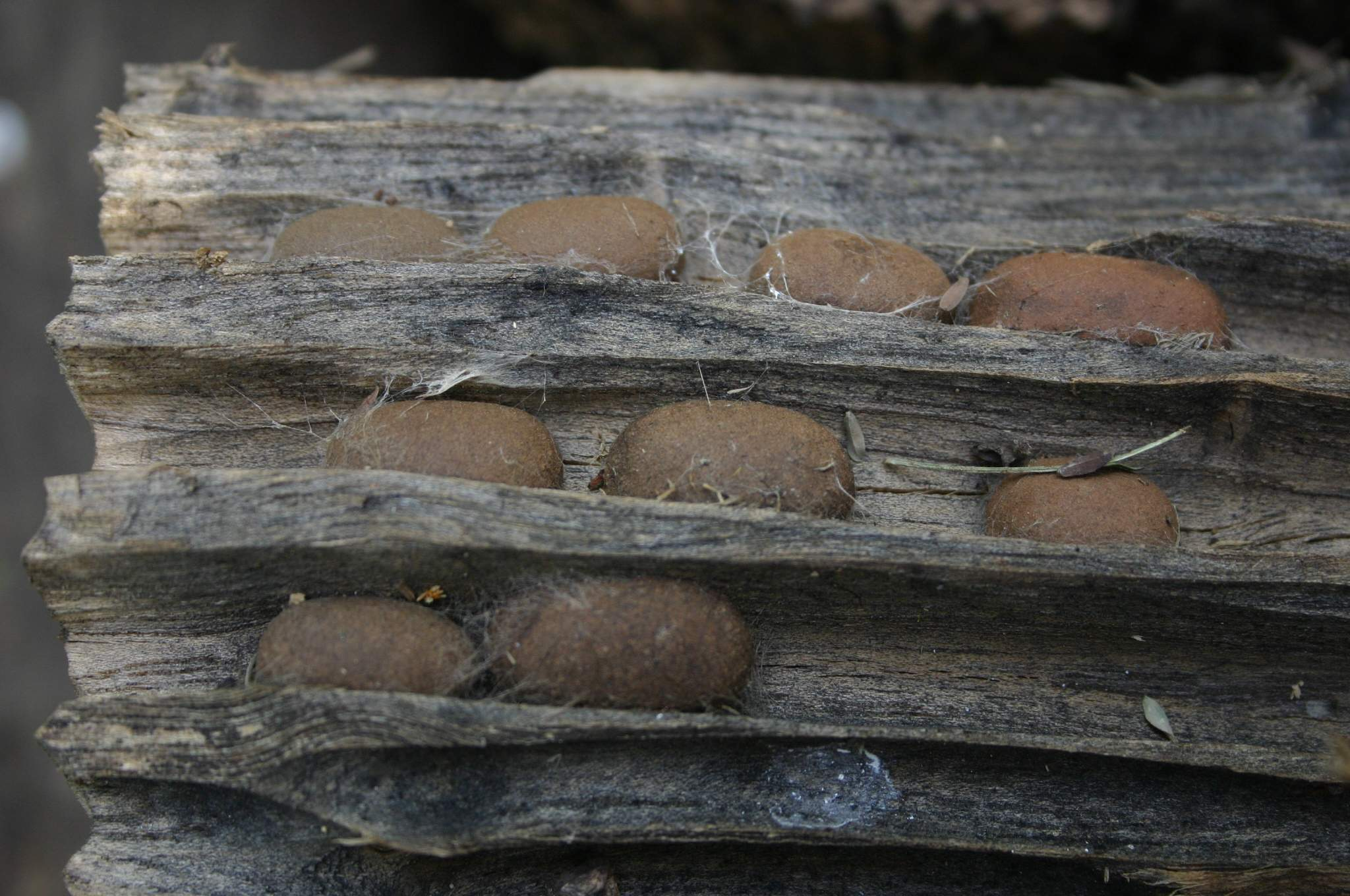
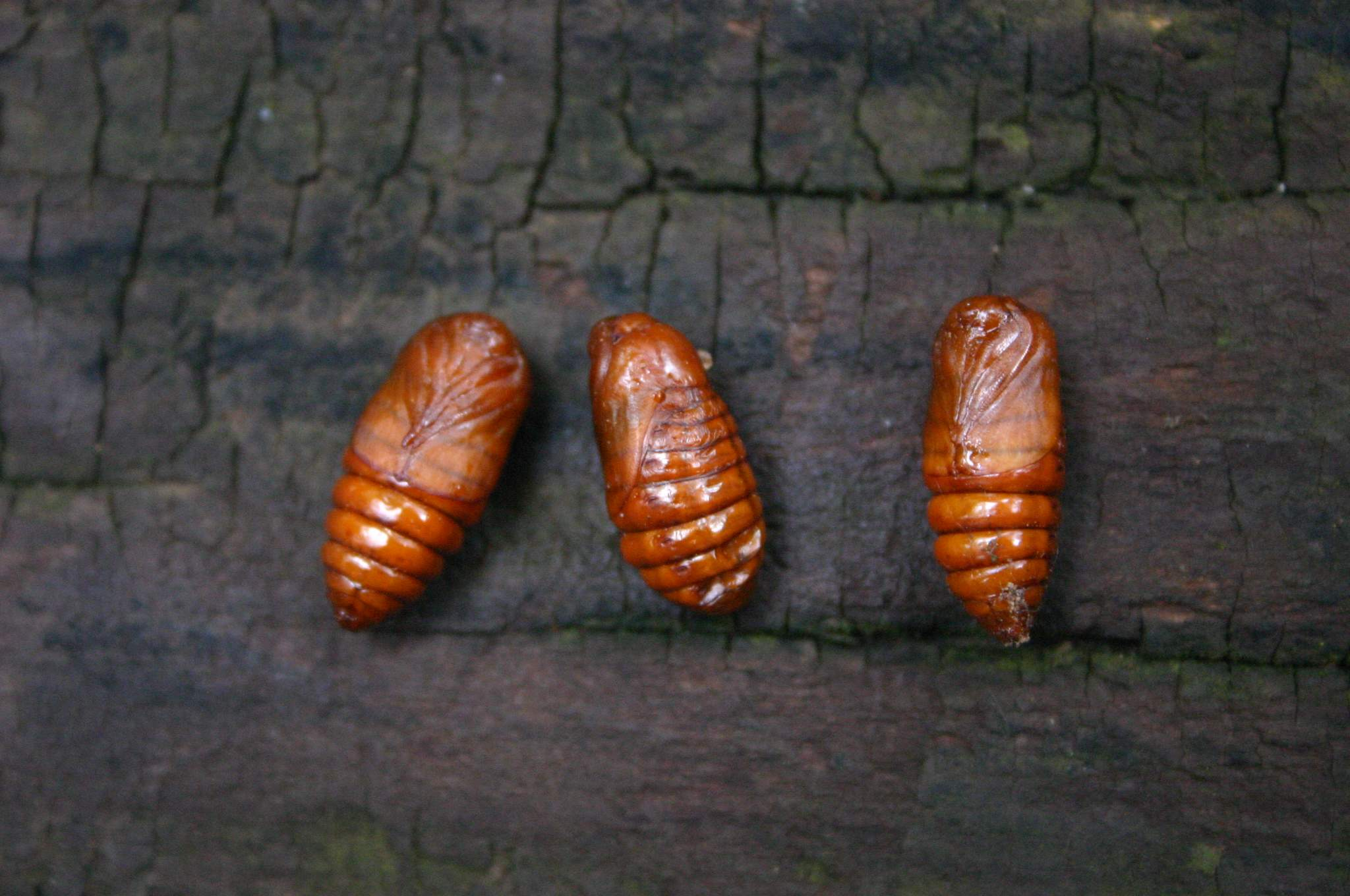
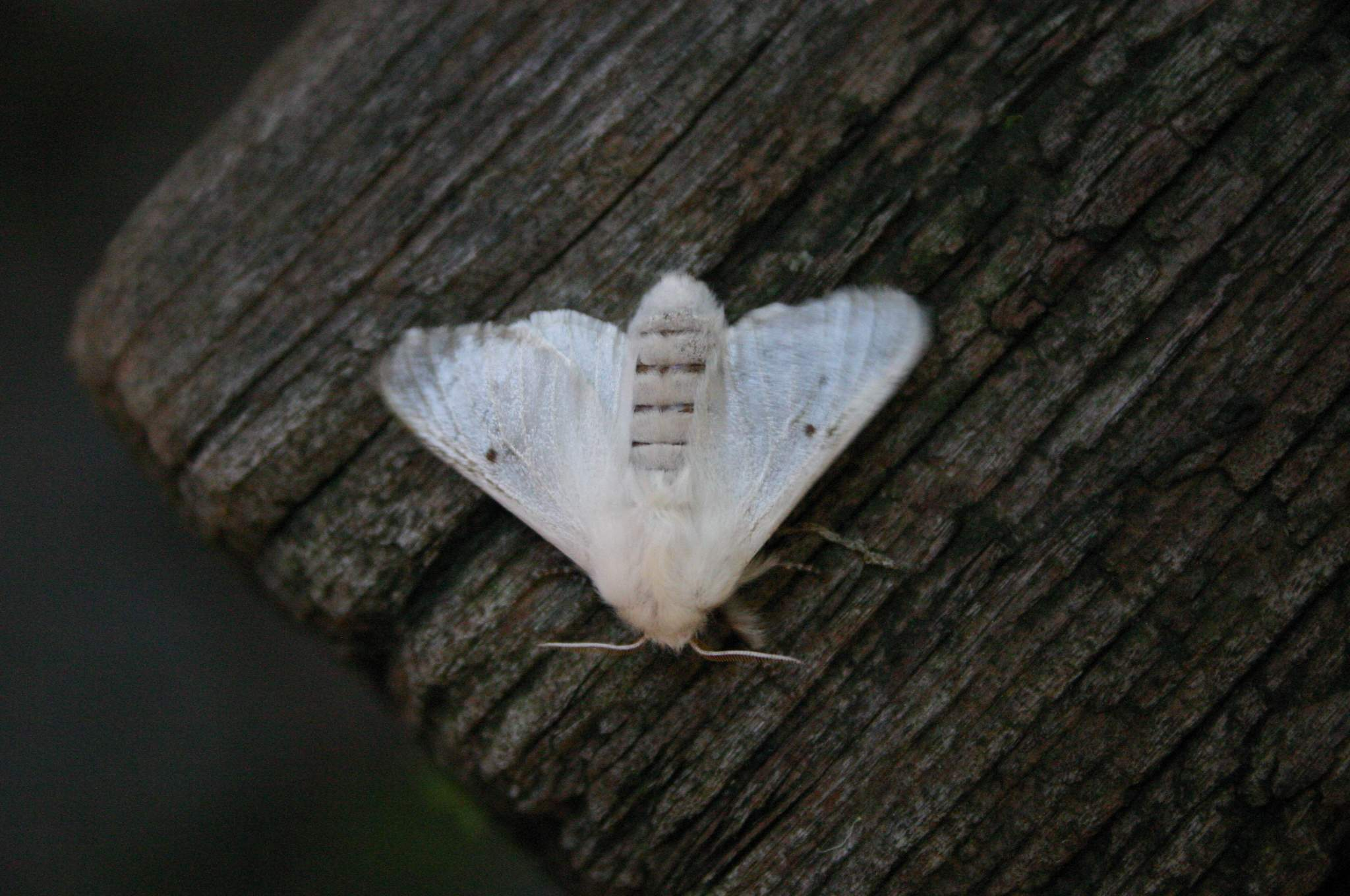